# Wereldkampioenschappen wielrennen 1991
De wereldkampioenschappen wielrennen 1991 werden gehouden in en rond het Duitse Stuttgart.
Het WK werd verreden in het oosten van Stuttgart en bestond uit lastige rondes van 16 km, met daarin een klim van ongeveer 6 km.

## Verloop
De wegwedstrijd bij de elite begon pas echt na aanvallen van Erik Breukink en Maurizio Fondriest. Er ontstond een groep van om en nabij de veertig renners. Fondriest viel met nog ongeveer anderhalve ronde te gaan opnieuw aan en kreeg ditmaal steun van Marc Madiot. Op de beklimming was het onrustig. De Colombiaan Álvaro Mejía was een van de sterksten op de klim en kwam samen met Gianni Bugno, Steven Rooks en Miguel Indurain als eerste boven. Ondanks de kleine voorsprong van het kwartet en de vele pogingen van Mejía in de slotfase, bereikten de vier samen de laatste rechte lijn. Bugno zette van ver aan, maar wist stand te houden. Rooks en Indurain werden respectievelijk tweede en derde.
Bij de vrouwen was er Nederlands succes. Leontien van Moorsel behaalde het goud - haar eerste medaille op het Wereldkampioenschap wielrennen.
| Wegwedstrijd elite (252,8 km) |                    |          |
| Plaats                        | Naam               | Tijd     |
| Goud                          | Gianni Bugno       | 6u20'23" |
| Zilver                        | Steven Rooks       | z.t.     |
| Brons                         | Miguel Indurain    | z.t.     |
| 4                             | Alvaro Mejia       | z.t.     |
| 5                             | Kai Hundertmarck   | +11"     |
| 6                             | Bjarne Riis        | z.t.     |
| 7                             | Dirk De Wolf       | z.t.     |
| 8                             | Stephen Hodge      | z.t.     |
| 9                             | Davide Cassani     | z.t.     |
| 10                            | Federico Echave    | z.t.     |
| 11                            | Maurizio Fondriest | z.t.     |
| 12                            | Franco Ballerini   | z.t.     |
| 13                            | Pjotr Ugrumov      | z.t.     |
| 14                            | Rudy Dhaenens      | z.t.     |
| 15                            | Bo Hamburger       | z.t.     |
| 16                            | Laurent Fignon     | z.t.     |
| 17                            | Claudio Chiappucci | z.t.     |
| 18                            | Gert-Jan Theunisse | z.t.     |
| 19                            | Heinz Imboden      | z.t.     |
| 20                            | Miguel Arroyo      | z.t.     |

## Trivia
- In 2007 werd het WK ook in Stuttgart georganiseerd. De wedstrijd werd toen gewonnen door Paolo Bettini, die voor de tweede keer op rij de wereldtitel pakte. Het parcours was een stuk anders dan in 1991.

1921 · 
1922 · 
1923 · 
1924 · 
1925 · 
1926 · 
1927 · 
1928 · 
1929 · 
1930 · 
1931 · 
1932 · 
1933 · 
1934 · 
1935 · 
1936 · 
1937 · 
1938 · 
1946 · 
1947 · 
1948 · 
1949 · 
1950 · 
1951 · 
1952 · 
1953 · 
1954 · 
1955 · 
1956 · 
1957 · 
1958 · 
1959 · 
1960 · 
1961 · 
1962 · 
1963 · 
1964 · 
1965 · 
1966 · 
1967 · 
1968 · 
1969 · 
1970 · 
1971 · 
1972 · 
1973 · 
1974 · 
1975 · 
1976 · 
1977 · 
1978 · 
1979 · 
1980 · 
1981 · 
1982 · 
1983 · 
1984 · 
1985 · 
1986 · 
1987 · 
1988 · 
1989 · 
1990 · 
1991 · 
1992 · 
1993 · 
1994 · 
1995 · 
1996 · 
1997 · 
1998 · 
1999 · 
2000 · 
2001 · 
2002 · 
2003 · 
2004 · 
2005 · 
2006 · 
2007 · 
2008 · 
2009 ·
2010 · 
2011 · 
2012 · 
2013 · 
2014 · 
2015 · 
2016 · 
2017 · 
2018 · 
2019 · 
2020 ·
2021 ·
2022 ·
2023 ·
2024 ·
2025 ·
2026